# El restaurante de Alicia

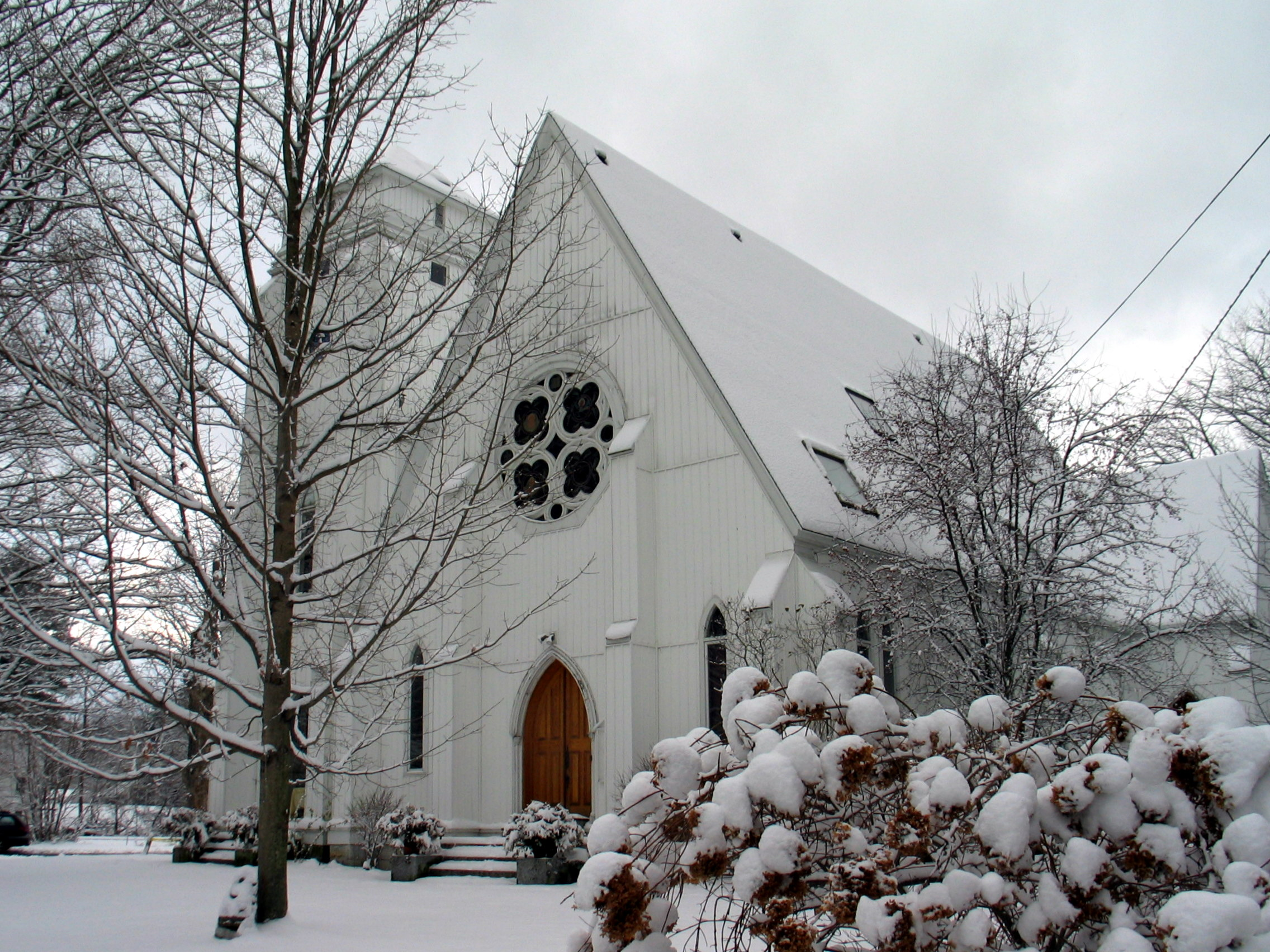
La vieja iglesia donde Alicia y Ray vivieron y donde comienza la historia; el restaurante propiamente dicho está aproximadamente a unos ocho kilómetros al norte en Stockbridge, Massachusetts.

"Alice's Restaurant Massacree" (más conocida de forma abreviada como "Alice's Restaurant" o "El restaurante de Alicia") es la obra más conocida del cantautor Arlo Guthrie, un blues hablado basado en una historia verdadera que aconteció el Día de Acción de Gracias de 1965, el cual sirvió de inspiración para una película en 1969. La canción dura 18 minutos y 20 segundos, ocupando por completo la cara A del primer álbum de Guthrie que publicó en 1967, titulado Alice's Restaurant (Warner Reprise Records). Es destacable como narración satírica en primera persona típica de la contracultura de los años 60, además de constituir un éxito por méritos propios. Guthrie es hijo de la leyenda de la música folk Woody Guthrie y de Marjorie Mazia Guthrie, una bailarina profesional que trabajó en la compañía de Martha Graham y que fue fundadora del Comité para Combatir la Enfermedad de Huntington.

## La canción
Esta satírica canción hablada de Guthrie, una sardónica y socarrona protesta contra el servicio militar obligatorio en la guerra de Vietnam y contra los extendidos prejuicios anti-hippies, narra una verdadera pero cómicamente exagerada aventura sucedida un Día de Acción de Gracias. "Alice" era Alice Brock, propietaria de un restaurante quien, en 1964 compró, con 2.000 dólares aportados por su madre, una iglesia desconsagrada en Great Barrington, Massachusetts, donde Alice y su marido vivirían. Fue realmente aquí, y no en el restaurante, el cual vino más tarde, donde se llevaron a cabo las cenas de Acción de Gracias mencionadas en la canción.
En ese Día de Acción de Gracias concreto, el 28 de noviembre de 1965, un Guthrie con 18 años de edad y su amigo Richard Robbins, de 19, fueron metidos en la cárcel por tirar ilegalmente algunos trastos y basura de Alicia, a pesar de haber descubierto que el vertedero estaba cerrado en ese día de fiesta. Dos días más tarde fueron encontrados culpables en juicio ante un juez ciego, James E. Hannon. La canción describe irónicamente el efecto que produjo la ceguera del magistrado en el oficial de policía que realizó el arresto, frustrado porque el juez era incapaz de ver las "27 fotografías de tamaño 8x10 con los círculos y flechas y un texto detrás explicando que cada una de ellas era una evidencia contra nosotros". Al final, Arlo y Richard fueron sancionados cada uno con una multa de 25 dólares y la obligación de recoger su basura y llevársela de nuevo a casa. 
La canción continúa describiendo cómo Guthrie es llamado para el servicio militar, y la burocracia surrealista en el Centro de Reclutamiento de Whitehall Street, en Nueva York. El remate del desenlace de la historia es que, a causa de los antecedentes criminales de Guthrie por vertido ilegal de basura, fue enviado en primera instancia al banco del Grupo W (donde esperan los convictos) y luego declarado totalmente inútil para el servicio en las Fuerzas Armadas. En la realidad, Guthrie, a pesar de una predisposición genética a la enfermedad de Huntington, fue clasificado como útil (1A); sin embargo, se libró en el sorteo.
Muchas emisoras de radio estadounidenses acostumbran poner el tema "Alice's Restaurant" en el Día de Acción de Gracias cada año. Es raro escucharla en otras fechas debido a su extensa duración. Guthrie revisó y actualizó "Alice's Restaurant" años después para protestar contra la política de la era Reagan, pero esta segunda versión no ha sido publicada. 
Guthrie escribió más tarde una continuación, según la cual se enteró de que Richard Nixon había adquirido una copia de su canción, y bromeaba sugiriendo que eso explicaba los famosos 18 minutos y medio que faltaban en las cintas del escándalo Watergate. Guthrie remasterizó por completo su primer álbum para editar el CD "Alice's Restaurant" en 1997, también conocido como Alice's Restaurant: The Massacree Revisited, con el sello discográfico Rising Sun, el cual incluye la versión extendida. Varios cantantes y humoristas han parodiado la canción en diversas ocasiones, como por ejemplo "Weird Al" Yankovic en "Mr. Frump in the Iron Lung".

## El verdadero restaurante de Alicia
"Alicia" era Alice Brock, dueña del restaurante, quien con su marido Ray Brock vivían en una vieja iglesia en Great Barrington, Massachusetts, donde realmente se hacían las cenas de Acción de Gracias de la canción. Ella era pintora y dibujante, mientras que su marido era arquitecto y carpintero. Ambos trabajaban en una academia privada cercana, la School Stockbridge de música y arte, en la cual se graduó Guthrie -entonces perteneciente al vecindario de Howard Beach de Queens, Nueva York-.
El restaurante de Alice, formalmente conocido como el "Restaurante de la Habitación Trasera" ("Back Room Rest"), tomó su nombre de su localización al final de una avenida detrás de un supermercado, en el número 40 de Main Street en Stockbridge, y estaba aproximadamente a seis millas (8 kilómetros) de la iglesia, aunque según la canción se hallaba "sólo a media milla de la vía del tren". Anteriormente, el denominado "Maluphy's Restaurant" recorría toda la longitud del edificio desde la fachada hasta la parte trasera a lo largo del lateral de la avenida. Fue propiedad de Alice sólo durante un año, hasta que ella y Ray se divorciaron. En el año 2005 se había convertido en el "Theresa's Stockbridge Cafe", donde un cartel pintado a mano indicaba su anterior identidad. La fachada del edificio en 2006 pertenecía al "The Main Street Cafe".
La canción y subsiguiente película (ver abajo) hicieron bastante famosos tanto a Alice como al jefe de Policía de Stockbridge William Obanhein ("el oficial Obie"), quien arrestó a Guthrie. Obanhein, además, había posado previamente dos veces para el famoso pintor local Norman Rockwell, y apareció en anuncios de revistas de la Mutua de Seguros de Vida Massachusetts y para las industrias Goodwill.

## La película
La canción fue adaptada para la película Alice's Restaurant, filmada en 1969, dirigida y escrita parcialmente por Arthur Penn, y con Guthrie actuando como él mismo, Pat Quinn como Alice Brock y James Broderick (padre del actor Matthew Broderick) como Ray Brock, con la verdadera Alicia haciendo un cameo. En la escena donde Ray y sus amigos están instalando el aislamiento, ella lleva una camiseta marrón de cuello alto y tiene su cabello recogido en una coleta. En la escena de la cena de Acción de Gracias, ella lleva una blusa color rosa brillante. En la escena de la boda, lleva un vestido estilo Wéstern.
Obanhein se representó a sí mismo en la película, explicando más tarde a la revista Newsweek que era preferible actuar uno mismo para parecer un tonto a que fuera otra persona quien le hiciera parecer tonto a él[cita requerida].
La película Alice's Restaurant fue llevada a las pantallas de cine el 19 de agosto de 1969, pocos días después de que Guthrie actuara en el famoso Festival de Woodstock.

## La iglesia
En 1991, Guthrie compró la iglesia que había servido de hogar a Alice y Ray Brock, en el número 4 de Van Deusenville Road, Great Barrington, Massachusetts, y lo convirtió en el Guthrie Center, un lugar de reunión ecuménico que sirve a gente de todas las religiones. Antes de eso el edificio había tenido numerosos propietarios.

### En inglés
- The Guthrie Center
- Lee, Laura, Arlo, Alice & Anglicans: The Lives of a New England Church (Berkshire House Publishers, 2000; W.W. Norton, 2000, paperback. ISBN 1-58157-010-4)
- Letra de la canción, en el sitio web de Arlo Guthrie
- "Youths Ordered to Clean Up Rubbish Mess": reportaje contemporáneo reimpreso en This is the Arlo Guthrie Songbook, p. 39 (offline)
- Toda la música de Alice's Restaurant (1967)
- Toda la música de Alice's Restaurant (1997)
- NPR: Arlo Guthrie, Remembering "Alice's Restaurant"
- Massachusetts Foundation for the Humanities' Mass Moments: "Arlo Guthrie Convicted of Littering, November 28, 1965"
- "World Music Central", Arlo Guthire
- Crítica de la película Alice's Restaurant en The New York Times, por Vincent Canby (25 de agosto de 1969)
- El restaurante de Alicia en Internet Movie Database (en inglés).

- Datos: Q1056843
- Multimedia: Alice's Restaurant (song) / Q1056843